# Oberweid
Oberweid település Németországban, azon belül Türingiában. Lakosainak száma 481 fő (2023. december 31.).

## Népesség
A település népességének változása:
| Lakosok száma | 503  | 498  | 488  | 483  | 481  |
|               | 2017 | 2019 | 2021 | 2022 | 2023 |